# Morituri (film, 2007)
Pour les articles homonymes, voir Morituri.
Pour plus de détails, voir Fiche technique et Distribution.
Morituri est un  film franco-algérien réalisé par Okacha Touita en 2004 et sorti en France en avril 2007. Il s'inspire du roman Morituri de Yasmina Khadra.

## Synopsis
1995. Dans la guerre civile qui déchire l'Algérie, le commissaire de police Brahim Llob, la cinquantaine, traque les terroristes au quotidien. Devenu la cible privilégiée de ces derniers, c'est avec la peur au ventre qu'il intègre chaque matin son bureau au commissariat central d'Alger. Gênant pour le pouvoir en place, s'apprêtant à publier un livre dénonciateur, Morituri, Llob est dans l'obligation de prendre sa retraite anticipée, mais pourra-t-il en profiter ?

## Synopsis détaillée
En Février 1996, en pleine Guerre civile algérienne, Brahim Llob, commissaire de Police criminelle et romancier est envoyé en représentation par son supérieur chez Ghoul Malek, ex-star de la République, membre de la Mafia militaro-politico-financière, là, il lui demande de chercher sa fille Sabrina, disparue depuis. En enquêtant, le commissaire à la cinquantaine découvre tout un réseau impliquant des écrivains, de mafieux, de jeunes sans avenirs enrôlés par des gourous, des boîtes de nuits, de vieilles rivalités, mais aussi la corruption qui gangrène la société, et notamment la Police, comme l'assassinat d'Abbas Laouer, ex-directeur de la Banque d'Algérie le 30 janvier qui avait un trou de 120 millions de US dollar, des collègues et intellectuels traqués par des intégristes obligés de se cacher et découvre que Mr. Ghoul est impliqué dans plus de 11 assassinats ciblés, alors, sachant que Ghoul ne sera jamais jugé du fait de la Corruption généralisée, il décide alors de l'assassiner chez lui, discrètement, de trois balles. Son supérieur lui prêta son parapluie lors du procès, et sera acquitté. Llob décide d'écrire un roman sur tout ça, alors il est mis en retraite anticipée, mais sorti du commissariat, il est assassiné… Le film se termine par cette phrase : « Écoute le flot des vagues qui s'excite déjà, le 3e millénaire s'éveille à la gloire des Gourous et des corrompus… »
 Il y a aussi la référence historique de l'Attentat contre le commissariat central d'Alger dans lequel Llob est blessé.

## Distribution
- Miloud Khetib : Commissaire Brahim Llob
- Azzedine Bouraghda : Lino
- Boualem Bennani : Le directeur de la police
- Ahmed Benaïssa : Commissaire Dine
- Rachid Fares : Lieutenant Serdj
- Malika Belbey : Baya
- Sid Ali Kouiret : Haj Garne
- Sid Ahmed Agoumi : Sid Lankabout
- Ali Benmedjegraia
- Mohamed Djouhri
- Mohamed Djamal Allam
- Kaci Tizi Ouzou
- Zerzour Tebbal
- Mourad Khen
- Yacine Yahyaoui
- Abdelaziz Guerda
- Amine Bouadda
- Aziz Degga
- Yahya Mouzahem
- Ahmed Chellaoua
- Hafsa Zinai Koudil
- Abdelaziz Amar